# Escaut
Denna artikel handlar om det historiska franska departementet Escaut. För floden Escaut, se Schelde.
Escaut är ett historiskt franskt departement med Gent som huvudort.  
Det tidigare departementet Escaut låg i nuvarande Belgien och Nederländerna och motsvarar provinsen Östra Flandern i Belgien och Zeeuws-Vlaanderen i provinsen Zeeland i Nederländerna.
Departement hade nummer 92 och existerade under första republiken och Napoleons första regeringsperiod mellan 1 oktober 1795 och 30 maj 1814. Det inrättades genom Frankrikes erövring av Österrikiska Nederländerna och den fredstraktat som undertecknades i Haag 16 maj 1795 och upphörde med Freden i Paris 1814.